# 13184 Augeias
13184 Augeias è un asteroide troiano di Giove del campo greco. Scoperto nel 1996, presenta un'orbita caratterizzata da un semiasse maggiore pari a 5,1649037 UA e da un'eccentricità di 0,0485758, inclinata di 4,51340° rispetto all'eclittica.
L'asteroide è dedicato ad Augia, re dell'Elide.